# Northrop X-21
Northrop X-21 – amerykański eksperymentalny samolot ze skrzydłami o przepływie laminarnym, opracowany przez przedsiębiorstwo Northrop. Konstrukcja samolotu oparta była na konstrukcji samolotu bombowego B-66B. Silniki, zamontowane w B-66 pod skrzydłami, przeniesiono do tylnej części kadłuba, by wyeliminować ich oddziaływanie na przepływ powietrza na płatach i zrobić miejsce dla kompresorów powietrza.
Maszyna służyła do badań nad możliwością ingerencji w przepływ powietrza w warstwie granicznej przy skrzydle, w celu zmniejszenia oporu aerodynamicznego płata i poprawienia dzięki temu zasięgu.
W samolocie zastosowano przekonstruowane płaty nośne, które w porównaniu ze standardowymi B-66 miały większą rozpiętość i powierzchnię nośną. Na całej powierzchni nośnej wyfrezowano drobne wyżłobienia, z których w celu poprawy przylegania opływającego strumienia odsysano powietrze.
Załoga składała się z jednego pilota i dwóch inżynierów pokładowych, dwóch dalszych inżynierów znajdowało się w komorze kadłuba, umieszczonej na wysokości skrzydeł.
Pierwszy lot maszyny odbył się 18 kwietnia 1963. Program wstrzymano w 1964 roku.